# Шакал (Marvel Comics)
Шакал (англ. Jackal) — псевдоним двух суперзлодеев Marvel Comics. Персонаж был создан Гарри Конвеем и Россом Эндрю и впервые появился в комиксе The Amazing Spider-Man #129 (февраль 1974). В The Amazing Spider-Man #148 (сентябрь 1975) личность Шакала была раскрыта, им был профессор Майлз Уоррен, впервые появившийся в The Amazing Spider-Man #31 (декабрь 1965) и созданный Стэном Ли и Стивом Дитко. Злодей по прозвищу Шакал является главным антагонистом в обеих сюжетных арках под названием Сага о клонах.

## Вымышленная биография

### Первый Шакал
Майлз Уоррен (англ. Miles Warren) был профессором биологии в Empire State University. Там он познакомился с Питером Паркером и Гвен Стейси. Уоррен был тайно влюблён в Гвен, и, когда она погибла в схватке Человека-Паука и Зелёного гоблина, он обвинил в этом Человека-Паука и поклялся жестоко отомстить ему за это.
Однажды его ассистент Энтони Серба рассказывает Майлзу о том, что ему удалось успешно клонировать лягушку. После этого Уоррен даёт ему сохранившиеся образцы ДНК Гвен Стейси, говоря, что это клетки крысы. Через некоторое время Серба сообщает Майлзу Уоррену, что клонами оказались люди и то, что они должны быть немедленно уничтожены. В панике Майлз Уоррен случайно убивает Сербу. Не в силах взять на себя ответственность за совершённое убийство, он создаёт себе альтер эго, которое называет «Шакал» и из-за того, что однажды слышал, как профессор говорил о данном животном, как о «трусливом хищнике».
Шакал люто ненавидит Человека-Паука, думая, что он ответственен за смерть Гвен Стейси, и старается добиться его смерти. Сначала он объединяется с Карателем, но их союз быстро распадается. После он пытается начать войну между бандами Хаммерхеда и Доктора Осьминога, а также нанимает рестлера Максвелла Маркхема, экипируя его мощным костюмом Гризли.
В это время выясняется, что эксперименты с клонированием имели различные результаты; из нескольких клонов Человека-Паука, которых создал Шакал, только один был идеальной копией оригинального. Также Майлз создал два клона самого себя, один из которых — полная копия, другой — модифицированная, подверженная вирусу под названием Падаль. Главным своим созданием Шакал считал идеальную копию Гвен Стейси.
С помощью Тарантулы Шакал избивает Человека-Паука до бессознательного состояния и переносит его на Shea Stadium вместе с клоном Человека-Паука. Двое Пауков сражаются до тех пор, пока клон Гвен Стейси не срывает маску Шакала и обвиняет его во всех преступлениях, которые он совершил. В это время детонирует бомба, которую Шакал установил на стадионе ранее. От взрыва предположительно погибают Шакал и клон Человека-Паука.

### Второй Шакал
Вторым Шакалом стал Бен Рейли. В образе Шакала Рейли носит дорогой деловой костюм красного цвета и маску древнеегипетского бога Анубиса (сам он объясняет такой выбор костюма тем, что "всё же лучше, чем мохнатый Йода в трусах"). Бен Рейли находит способ не просто клонировать умерших людей, а в буквальном смысле воскрешать их из мёртвых. Бен Рейли создаёт компанию "Новый Ты", куда вербует Носорога, Курта Коннорса, Электро и Джону Джеймсона, предоставляя им в качестве аванса дорогих им людей, воскрешённых им. Бен Рейли также воскрешает абсолютно всех персонажей, погибших по вине Человека-Паука, чтобы разгрузить его совесть. Также с его помощью возвращается к жизни Доктор Осьминог. Минусом процесса является то, что воскрешённые каждый день должны принимать особые пилюли, без которых их тела подвергаются клеточной деградации. Бен Рейли пытается убедить Питера Паркера принять его сторону, но этому мешают Гвен-Паук  и Каин, который узнал, что воскрешённые, переставшие принимать пилюли, не просто деградируют, а превращаются в зомби, а союз Паркер Индастриз и "Новый Ты" уже во множестве миров привёл к Концу Света.

## Вне комиксов

### Мультсериалы
- В мультсериале Человек-паук Майлз Уоррен появляется в середине пятого сезона. Он является специалистом по клонированию людей. Майлз Уоррен создаёт клона Гидромена и клона Мэри Джейн, которая пропала. Но девушка сбежала от него. В лаборатории Человек-Паук узнаёт от Уоррена, что Мэри Джейн была клоном, как и вернувшийся Гидромен. Вскоре клоны умерли  от несовершенства технологии клонирования, и резкого снижения уровня стабильности их крови. Чуть позже выяснилось, что Уоррен работал на Алистера Смайта (Умника) и на Сильвермейна. Во время миссии в параллельном мире, Человек-Паук узнаёт от Бена Рейли, что он клонирован, как и Паук-Карнаж, Майлзом Уорреном. Питер Паркер вспоминает, что Майлз Уоррен натворил в его реальности, после чего он произносит фразу «Ненавижу его за то, что он сделал!»
- В мультсериале Новые приключения Человека-паука Майлз Уоррен сотрудничает с Куртом Коннорсом, также работает на Нормана Озборна. Майлз Уоррен смог прибрать к своим рукам университет Доктора Курта Коннорса, при этом шантажируя его, что расскажет всем о его неудачном эксперименте с ящерицей, и покажет фото где он в образе Ящера дерётся с Человеком-Пауком.
- Появляется в мультсериале Человек-Паук 2017 года, как профессор Реймонд Уоррен, дядя Гвен Стейси, и как супер-злодей Шакал.

### Кино
Шакал мог появиться в анимационном фильме «Человек-паук: Паутина вселенных» (2023).
Шакал упоминается в фильме «Крэйвен-охотник». По сюжету фильма он наделил Алексея Сицевича возможностью превращаться в носорогоподобное существо, а позже, наделил Дмитрия Кравинова возможностью менять свой облик.